# تاكاهيرو كاواساكي
تاكاهيرو كاواساكي (باليابانية: 川崎貴弘؛ بالكانا: かわさき たかひろ) هو لاعب كرة قاعدة ياباني، ولد في 2 أغسطس 1993 في تسو في اليابان.

## روابط خارجية
- تاكاهيرو كاواساكي على موقع الدوري الياباني لكرة القاعدة (الإنجليزية)